# لا پالوما رانچتس (تگزاس)
لا پالوما رانچتس (به انگلیسی: La Paloma Ranchettes) یک منطقهٔ مسکونی در ایالات متحده آمریکا است که در تگزاس واقع شده‌است. لا پالوما رانچتس ۲۳۹ نفر جمعیت دارد.